# Karkal
Karkal là một thị xã của quận Udupi thuộc bang Karnataka, Ấn Độ.

## Địa lý
Karkal có vị trí 13°12′B 74°59′Đ / 13,2°B 74,98°Đ Nó có độ cao trung bình là 81 mét (265 feet).

## Nhân khẩu
Theo điều tra dân số năm 2001 của Ấn Độ, Karkal có dân số 25.118 người. Phái nam chiếm 51% tổng số dân và phái nữ chiếm 49%. Karkal có tỷ lệ 82% biết đọc biết viết, cao hơn tỷ lệ trung bình toàn quốc là 59,5%: tỷ lệ cho phái nam là 85%, và tỷ lệ cho phái nữ là 79%. Tại Karkal, 9% dân số nhỏ hơn 6 tuổi.